# Halina Włodarczyk
Halina Włodarczyk (z domu Rewkiewicz) (ur. 19 stycznia 1913 w Warszawie, zm. 23 czerwca 2012 tamże) – polska artystka malarka.

## Życiorys
Urodziła się w rodzinie Henryka Rewkiewicza, dyrektora Polskiego Monopolu Zapałczanego. Po ukończeniu Gimnazjum Jawurkówny i Kowalczykówny w 1930 rozpoczęła studia na Akademii Sztuk Pięknych w Krakowie. W 1933 została żoną architekta Władysława Włodarczyka i razem z nim wyjechała do Paryża, gdzie kontynuowała studia pod kierunkiem Józefa Pankiewicza, a następnie Fernanda Légera. Powróciła do kraju w 1936, gdzie nadal pobierała lekcje rysunku. Podczas II wojny światowej pracowała w służbie zdrowia, od 1942 była żołnierzem Armii Krajowej, gdzie przyjęła pseudonim „Ariela”. Była zaangażowana w prace Biura Informacji i Propagandy, po wybuchu Powstania Warszawskiego pełniła funkcję łączniczki. Po upadku Powstania uciekła z kolumny jeńców prowadzonych do Dulagu 121 w Pruszkowie. Ponieważ Władysław Włodarczyk był podczas wojny pilotem RAF toteż zagrożona represjami Halina Włodarczyk przeprowadziła się w 1945 do Krakowa, a rok później przedostała się nielegalnie do Czechosłowacji, a następnie do Wielkiej Brytanii. W 1949 razem z mężem przeprowadziła się do stanu Kalifornia w USA, Władysław Włodarczyk zmarł w 1968. Po śmierci męża malarka zaangażowała się w prace „Peace corps”, organizacja ta wspierała kraje rozwijające się. Od 1968 do 1977 Halina Włodarczyk przebywała z przerwami w Nigerii i Maroku. W 1977 powróciła do kraju.